# YKK (政治同盟)
YKK（日语：ワイケーケー）是日本自由民主党所属的众议院议员山崎拓、加藤紘一及小泉純一郎所締結的政治同盟关系，取名於三人名字的羅馬拼音的第一個字母、以及以生產拉鍊著稱的金屬製造商YKK的諧音。

## 沿革
1991年，為對抗自民党內掌握實權的竹下派（經世會）勢力，加藤與同期的山崎及小泉組成小組。三人都是於1972年初当選的同期組，各自有其承傳：山崎師承自中曾根康弘、加藤師承於大平正芳、小泉師承於福田赳夫，都曾先後擔任過日本首相。曾經有一段時期，政治同盟還包括中村喜四郎，合稱為NYKK。1994年，中村因為收受賄賂被捕而退出。
2001年，小泉纯一郎竞选自民党总裁，因YKK集团所属三个派系森派、加藤派、山崎派的全力支持而当选。

## 關連人物
- 自見庄三郎
- 船田元

## 參看
- 三角大福
- 金竹小
- 安竹宮
- 麻垣康三
- 竹下派七奉行
- 佐藤派五奉行
- 明日を創る会
- NAIS会